# Don Green
Donald "Don" Green (30 tháng 11 năm 1924 – 1996) là một cầu thủ bóng đá người Anh thi đấu ở Football League ở vị trí trung vệ cho Ipswich Town.